# Liste profanierter Kirchen im Erzbistum Paderborn
Die Liste der profanierten Kirchen im Erzbistum Paderborn nennt die profanierten Kirchengebäude im Erzbistum Paderborn.

## Liste
| Bild                                                   | Kirche                                  | Ort                               | Pastoralverbund           | Dekanat         | Bemerkungen |
| ------------------------------------------------------ | --------------------------------------- | --------------------------------- | ------------------------- | --------------- | --- |
|                                                        | St. Franziskus Xaverius                 | Arnsberg-Wennigloh                |                           |                 | 1854 erbaut, 1983 übernahm die örtliche Schützenbruderschaft das Gebäude und rettete es so vor dem vom Erzbistum Paderborn geplanten Abriss                          |
|                                                        | St. Josef                               | Attendorn                         | Attendorn                 | Südsauerland    | 1962/63 erbaut, 2013 profaniert, zum Depot für sakrale Gegenstände umgebaut, 2021 abgerissen                                                                         |
|                                                        | St. Michael                             | Bad Laasphe-Feudingen             | Wittgenstein              | Siegen          | um 1963 erbaut, 2007 abgerissen |
|                                                        | St. Maximilian                          | Bad Lippspringe                   | Bad Lippspringe-Schlangen | Paderborn       | im Februar 2018 an die Russisch-orthodoxe Gemeinde übergeben |
|                                                        | Kapelle des Hospizes Mutter Anselma     | Bad Pyrmont                       |                           |                 | geschlossen und durch Raum der Stelle ersetzt |
|                                                        | St. Bonifatius                          | Bad Wildungen-Wega                | Bad Wildungen-Waldeck     | Waldeck         | 1961 geweiht, abgerissen, Gelände verkauft |
|                                                        | St. Elisabeth                           | Bielefeld-Altenhagen              | Bielefeld-Ost             | Bielefeld-Lippe | 1955/56 erbaut, im Oktober 2007 profaniert, Verkauf geplant |
|                                                        | St. Pius                                | Bielefeld-Gadderbaum              | Bielefeld-Mitte           | Bielefeld-Lippe | 1957/58 erbaut, im August 2016 profaniert, 2017/18 abgerissen |
| Außenansicht der Kirche St. Johann in Senne            | St. Johannes                            | Bielefeld-Senne                   | Senne                     | Bielefeld-Lippe | Im Ortsteil Windflöte, 1970 erbaut, im April 2008 abgerissen |
| St.-Michael-Kapelle                                    | St. Michael (Kapelle)                   | Bönen-Lenningsen                  | Bönen-Heeren              | Unna            | am 25. April 2009 letzter Gottesdienst, 2009–10 Umbau zum Feuerwehrhaus                                                                                              |
|                                                        | Auferstehungskirche                     | Detmold                           | Detmold                   | Bielefeld-Lippe | 1974 eingeweiht, am 22. Juni 2008 profaniert |
| Zu allen Heiligen in Detmold-Berlebeck/Heiligenkirchen | Zu allen Heiligen                       | Detmold-Berlebeck/Heiligenkirchen | Detmold                   | Bielefeld-Lippe | Filialkirche von Heilig Kreuz in Detmold, 2016 profaniert, 2019 abgebrochen                                                                                          |
|                                                        | Kostbares Blut Christi                  | Dörentrup                         | Lemgo-Nordlippe           | Bielefeld-Lippe | 2003 abgebrochen |
|                                                        | Katholische Hochschulgemeinde (Kapelle) | Dortmund-Groß-Barop               |                           |                 | 1982 erbaut, am 17. Juli 2022 profaniert Die Hochschulgemeinde nutzt jetzt die Räumlichkeiten der Heilig-Kreuz-Gemeinde im Dortmunder Kreuzviertel.                  |
| St.-Albertus-Magnus-Kirche                             | St. Albertus Magnus                     | Dortmund-Nordstadt                | Dortmund-Nordstadt-Ost    | Dortmund        | 1933/34 erbaut, am 9. Dezember 1934 benediziert, 1993 unter Denkmalschutz gestellt, am 19. August 2007 profaniert, seit 2022 Hotel                                   |
| Außenansicht der Kirche St. Bonifatius in Schüren      | St. Bonifatius                          | Dortmund-Schüren                  | Dortmund-Aplerbeck        | Dortmund        | 1963 erbaut, 2008 abgerissen, Grundstück verkauft, Wohnbebauung geplant, die neue St.-Bonifatius-Kirche entstand zeitgleich ca. 1 km weiter im Ortskern von Schüren. |
| Kloster Himmelpforten in Ense-Niederense               | Kloster Himmelpforten                   | Ense-Niederense                   | Ense                      | Hellweg         | nach der Bombardierung der Möhnetalsperre durch Überflutung völlig zerstört, heute Mahnmal                                                                           |
| Herz Jesu in Hamm                                      | Herz Jesu                               | Hamm                              | Hamm-Mitte                | Hellweg         | 1959 erbaut, 2013 profaniert und abgerissen |
| St. Paulus in Lohauserholz                             | St. Paulus                              | Hamm-Lohauserholz                 | Hamm-Westen               | Hellweg         | am 21. November 2010 letzter Gottesdienst, 2017 abgerissen |
|                                                        | Heilig Geist                            | Kreuztal-Littfeld                 | Nördliches Siegerland     | Siegen          | erbaut 1967, letzter Gottesdienst Oktober 2011, abgerissen Januar 2017                                                                                               |
| Ehemalige katholische Kirche                           | Katholische Kirche                      | Lage                              |                           |                 | 1987 in ein Bürgerhaus umgewandelt |
| Kirche St. Johannes Baptist                            | St. Johannes Baptist                    | Leopoldshöhe                      | Lippe-West                | Bielefeld-Lippe | 2002 geweiht, aufgrund massiver baulicher Mängel 2016 profaniert und 2018 abgerissen                                                                                 |
| Heilig Geist in Pivitsheide                            | Heilig Geist                            | Pivitsheide V. L.                 | Detmold                   | Bielefeld-Lippe | 1963/1964 erbaut, 2017 profaniert, 2019 abgerissen |
| St. Joseph in Schwalenberg                             | St. Joseph                              | Schieder-Schwalenberg             | Lippe-Süd                 | Bielefeld-Lippe | 2013 profaniert, 2015 abgebrochen |
|                                                        | Hüffert-Kapelle                         | Warburg                           | Warburg-Stadt und Land    | Höxter          | 2009 profaniert, Nachnutzung als profaner Veranstaltungsraum |
| St.-Sturmius-Kirche                                    | St. Sturmius                            | Willingen-Usseln                  | Korbach                   | Waldeck         | um 1970 erbaut, 2009 profaniert, Nutzung als Depot geplant |